# Столична
Столична (болг. Община Столична) — община в Болгарии. Входит в состав городской области Софии как её единственная община. Включает в себя 24 городских района.
Население составляет 1 501 402 человека (на 15 ноября 2020). Площадь 1348,902 кв. км.
С 13 ноября 2023 года кмет (мэр) общины Столична — Васил Терзиев (ПП-ДБ). С 2011 по 2023 кмет Йорданка Фандыкова, которая сменила и. о. кмета Марию Бояджийску. С 23 ноября 2009 года по 6 октября 2011 года кметом также была Йорданка Фандыкова. С 27 июля 2009 года по 23 ноября 2009 года и. о. кмета — Минко Герджиков, до него с ноября 2005 года кметом общины был Бойко Методиев Борисов. С 30 июля 2005 года по 9 ноября 2005 года и. о. кмета — Минко Герджиков, до него с 19 ноября 1995 года по 29 июня 2005 года — кметом был Стефан Антонов Софиянский.

## Состав общины
В состав общины входят следующие районы:
1. р-н Средец 32 423
2. р-н Красно село 83 552
3. р-н Възраждане 37 303
4. р-н Оборище 31 060
5. р-н Сердика 46 949
6. р-н Подуяне 76 672
7. р-н Слатина 66 702
8. р-н Изгрев 30 896
9. р-н Лозенец 53 080
10. р-н Триадица 63 451
11. р-н Красна поляна 58 234
12. р-н Илинден 33 236
13. р-н Надежда 67 905
14. р-н Искър 63 248
15. р-н Младост 102 899
16. р-н Студентски 71 961
17. р-н Витоша 61 467
18. р-н Овча Купел 54 417
19. р-н Люлин 114 813
20. р-н Върбница 47 969
21. р-н Нови Искър 14 754
22. р-н Кремиковци 23 641
23. р-н Панчарево 28 586
24. р-н Банкя 12 136

В состав общины входят следующие населённые пункты:
1. Балша (Нови Искър)
2. Банкя (Банкя)
3. Бистрица (Панчарево)
4. Бусманци (Искър)
5. Бухово (Кремиковци)
6. Владая (Витоша)
7. Войнеговци (Нови Искър)
8. Волуяк (Върбница)
9. Герман (Панчарево)
10. Горни-Богров (Кремиковци)
11. Доброславци (Нови Искър)
12. Долни-Богров (Кремиковци)
13. Долни-Пасарел (Панчарево)
14. Железница (Панчарево)
15. Желява (Кремиковци)
16. Житен (Нови Искър)
17. Иваняне (Банкя)
18. Казичене (Панчарево)
19. Клисура (Банкя)
20. Кокаляне (Панчарево)
21. Кривина (Панчарево)
22. Кубратово (Нови Искър)
23. Кытина (Нови Искър)
24. Лозен (Панчарево)
25. Локорско (Нови Искър)
26. Мало Бучино (Овча Купел)
27. Мировяне (Нови Искър)
28. Мрамор (Върбница)
29. Мырчаево (Витоша)
30. Негован (Нови Искър)
31. Нови-Искыр (Нови Искър)
32. Панчарево (Панчарево)
33. Плана (Панчарево)
34. Подгумер (Нови Искър)
35. Световрачене (Нови Искър)
36. София
37. Чепинци (Нови Искър)
38. Яна (Кремиковци)